# سعيد حوى
سعيد بن محمد ديب حوّى (1935–1989)، عالم سوري حنفي بارز، ورمز لمقاومة حافظ الأسد وعضو بارز ومنظر في جماعة الإخوان المسلمين في سوريا. ألف عددًا كبيرًا من الكتب التي تناولت المبادئ والهياكل التنظيمية الصحيحة للتنظيمات الإسلامية، والتدريب الروحي والعملي الصحيح للناشطين المسلمين، وقضايا التفسير والفقه والعقيدة في الإسلام. بصفته عضوًا رفيع المستوى في جماعة الإخوان السورية، شارك في الاضطرابات المتصاعدة الموجهة ضد النظام البعثي طوال الستينيات والسبعينيات ولعب دورًا رئيسيًا من المنفى في الجزء الأخير من الانتفاضة الإسلامية في سوريا عام 1976-1982.
كان حوى أيضًا من أوائل العلماء البارزين المعروفين بمعارضته الصريحة للحركة الخمينية الإيرانية. وفي أطروحته "الخميني، انحراف المذاهب، انحراف المواقف"، أدان حوى معتقدات الخميني ووصفها بالهرطقة وهاجم الثورة الخمينية باعتبارها مشروعًا لتوسيع النفوذ الإيراني في العالم العربي. كان لرسالة حوى تأثير كبير بين أهل السنة في العالم الإسلامي، الذين أصبحوا يعارضون بشكل متزايد السياسات الإيرانية.

## المولد والنشأة
ولد سعيد بن محمد ديب بن محمود حوَّى النعيمي الرفاعي- المعروف بسعيد حَّوى- في مدينة حماة بسورية في 28 جمادى الآخر سنة 1354 هـ الموافق ل 27 سبتمبر 1935م)، ونشأ في حماة لعائلة معروفة، فكان والده من رجال حماة، وله مشاركات واسعة في مواجهة الاحتلال الفرنسي لسوريا. وقد توفيت والدة سعيد حوى وهو في الثانية من عمره، فتعهدته جدّته بالتربية والتهذيب. إلى جانب دراسته عمل مع والده منذ صغره على بيع الحبوب والخضار والفاكهة، وكان من صغره مولعاً بالمطالعة والقراءة، وحفظ القرآن، وكانت تتولى تحفيظه سيدة كفيفة من أقربائه.
التحق سعيد حوى بمدرسة ابن رشد الثانوية، وبدا عليه التميز في عدة مجالات أبرزها تمكنه من الخطابة. في هذه الفترة المبكرة من حياته كانت سورية تموج فيها أفكار كثيرة وتيارات فكرية متعددة للقوميين والاشتراكين والبعثيين والإخوان المسلمين، لكن بحكم تكوينه الفكري الديني فقد انضم إلى جماعة الإخوان المسلمين سنة (1372 هـ الموافق ل 1952م) وهو لا يزال في الصف الأول الثانوي.

## في رحاب الجامعة وحلقات الدرس
التحق سعيد حوى بجامعة دمشق سنة 1376 هـ الموافق ل 1956م)، ودخل كلية الشريعة بها، وتتلمذ على عدد من أهم أستاذة الشريعة وفي مقدمتهم الدكتور مصطفى السباعي أول مراقب لجماعة الإخوان بسورية، والفقيه مصطفى الزرقا، وفوزي فيض الله، ومعروف الدواليبي. كما درس على يد عدد كبير من الأساتذة، منهم الشيخ محمد الحامد، والشيخ محمد الهاشمي، والشيخ عبد الوهاب دبس، والشيخ عبد الكريم الرفاعي. تخرج سعيد حوى في الجامعة سنة 1381 هـ الموافق ل 1961م)، وبعد عامين التحق بالخدمة العسكرية ضابطًا في كلية الاحتياط، وتزوج في هذه الفترة، فأنجب أربعة أولاد.

## في ساحات العمل الدعوي والاعتقال
بعد خروجه من الجيش سافر إلى المملكة العربية السعودية سنة 1386 هـ = 1966م وعمل مدرسًا للغة العربية والتربية الإسلامية، ومكث هناك أربع سنوات عاد بعدها إلى سورية، حيث اشتغل بالتدريس في مدارسها لمدة ثلاث سنوات حتى تعرض للاعتقال والسجن لمدة خمس سنوات وذلك بسبب مشاركته في البيان الذي صدر في سنة (1393 ه‍ = 1973م) مطالبًا بإسلاميّة سورية ودستورها. استغل سعيد حوى هذه الفترة التي قضاها في السجن، فألف عددًا من الكتب، أهمها «الأساس في التفسير» الذي طبع في أحد عشر مجلدًا .

## المشاركة في قيادة الإخوان
بعد خروجه من المعتقل، تولى مسؤولية قيادة جماعة الإخوان في ظروف بالغة الحرج، حيث المراقبة والتقييد من السلطات هناك في الفترة من سنة (1400هـ = 1979م) إلى سنة(1403هـ = 1982م)، ثم ترك ذلك إلى المشاركة في قيادة التنظيم العالمي لقيادة جماعة الإخوان من سنة (1403هـ = 1982م) إلى سنة (1405هـ = 1984م)، ثم عاد إلى المشاركة في قيادة الإخوان في سورية من سنة (1406هـ = 1985م) حتى سنة (1408هـ = 1987م)، حيث أجبرته ظروفه الصحية على اعتزال العمل القيادي، بسبب إصابته بشلل جزئي، بالإضافة إلى أمراضه التي تكالبت عليه، كالسكري والضغط وتصلب الشرايين والكلى وضعف البصر، ثم لم يلبث أن دخل في غيبوبة الموت من (5 من جمادي الأول 1409هـ =ديسمبر 1988م) حتى (1 من شعبان 1409 هـ = 9 من مارس 1989م) حيث توفي بعد معاناة وصراع مع المرض.

## نشاطه الدعوي
تميز سعيد حوى بفهم عال يجمع إلى جانب الدعوة الإسلامية التحرك السياسي المعتدل، والتصوف السني المتقيد بالقرآن والسنة النبوية، مع فقه الواقع وترتيب الأولويات، وقد عني الشيخ أيضاً بالدعوة إلى توحد الأمة الإسلامية وإقامة «دولة الإسلام العالمية»، وصياغة الشخصية الإسلامية صياغةً صحيحةً.
كانت وسيلة سعيد حوى في نقل أفكاره هي الخطب وإلقاء المحاضرات، وكان كثير الحركة والتنقل في البلاد العربية والإسلامية والأوروبية، بالإضافة إلى طول باعه في التأليف، وحيويته المتدفقة، وكان يميل في عرض موضوعاته وأفكاره إلى السهولة والسلاسة بلا تزيُّد أو تعقيد أو ميل إلى تنميق العبارة، فهو يكتب كما يحاضر ويتكلم، وبلغ من حرصه على ذلك أنه لم يكن يهتم أحيانًا بصياغة الموضوع بأسلوبه إذا وجد من سبقه إلى بيانه، ولا يتردد في أن يقتبس ممن سبقه مبيَّنًا سبقه وفضله.

## أخلاق الشيخ سعيد حوى
كان لسعيد حوى قبول عام بين المسلمين، ويكاد يجمع كل من اتصل بالشيخ على تواضعه وزهده، وبساطته في المظهر وتدينه وحرصه على التعبد وتلاوة القرآن، كما كان واضحاً انشغاله بالقضايا العامة للمسلمين، والعمل على إيجاد الحلول لها. عرف الشيخ بجرأته في ما يقول ويكتب، وبروحه المتسامحة وأخلاقه الطيبة، ونفسه الزاهدة، فقد توالت طبع كتبه ومؤلفاته دون إذن منه، وتربَّح من ورائها الناشرون فما جعل من ذلك مشكلةً مع أحد، وكأنه يسعى إلى أن ينتشر فكره بين أوسع قطاع ممكن من الناس.
كان سعيد حوى - في ما يقال عنه - قريبا من الناس وذا شعبية كبيرة، يأسر الناس بخطابه ويشدهم بحديثه ومنطقه الدقيق وثقافته العالية. كما كان رقيق القلب، مرهف الشعور، يغلبه البكاء حين يسمع قضيةً إنسانيةً مؤلمةً خاصة تلك التي تتصل بالشعوب الإسلامية.

## وفاة سعيد حوى
بعد معاناة طويلة مع المرض توفي سعيد حوى في المستشفى الإسلامي بعمّان في غرة شعبان 1409 هـ = 1989م، ودُفن في مقبرة سحاب جنوب عمان بالأردن. وقد رثاه زهير الشاويش بقوله:
«إن سعيد حوى كان من أنجح الدعاة الذين عرفتهم أو قرأت عنهم، حيث استطاع إيصال ما عنده من رأي ومعرفة إلى العدد الكبير من الناس، وقد مات وعمره لم يتجاوز الثالثة والخمسين، وهو عمر قصير، وترك من المؤلفات العدد الكبير، مما يلحقه بالمكثرين من المؤلفين في عصرنا الحاضر».

## مؤلفات سعيد حوى
نالت مؤلفات سعيد حوى تقدير الباحثين، فحصل الباحث سعدي زيدان على رسالةً للماجستير من جامعة بغداد تحت عنوان «سعيد حوى ومنهجه في التفسير»، وتوجد دراسة لسليم الهلالي نشرت سنة (1403هـ = 1983م) بعنوان مؤلفات سعيد حوى دراسة وتقويم.
ترك الشيخ مؤلفات كثيرةً، نال معظمها الذيوع والانتشار والقبول بين الناس فأقبلوا عليها، وكان أمراً ملفتاً أن الرجل المشغول بالحركة والتنقل بين الناس، والممتلئ بإلقاء الخطب والمحاضرات قد اتسع وقته للتأليف بهذه الغزارة، وأخرج للناس عشرات الكتب المهمة، ومن أشهر هذه الكتب:
1. الله جل جلاله.
2. كتاب الرسول.
3. كتاب الإسلام.
4. الأساس في التفسير في 11 مجلدًا.
5. الأساس في السنة وفقهها (في 14 مجلدًا).
6. الأساس في قواعد المعرفة وضوابط الفهم للنصوص.
7. تربيتنا الروحية. كتاب في التصوف، حاول فيه أن يبسط التصوف وتقريبه للناس.[4]
8. المستخلص في تزكية الأنفس. وهو كتاب في التصوف، مختصراً فيه كتاب إحياء علوم الدين.[5]
9. مذكرات في منازل الصديقين والربانيين. للكتاب طبعة في عام 1989 في التصوف، شارحاً فيه الحكم العطائية.[6]
10. جند الله ثقافة وأخلاقا.
11. جند الله تخطيطاً.
12. جند الله تنظيماً.
13. من أجل خطوة إلى الأمام على طريق الجهاد المبارك.
14. المدخل إلى دعوة الإخوان المسلمين.
15. في آفاق التعاليم: دراسة في آفاق دعوة الأستاذ البناء ونظرية الحركة فيها.
16. كي لا نمضي بعيداً عن احتياجات العصر. (11 رسالة). و الطبعة المتدوالة حالياً في الأسواق طبعة دار السلام ولا تحتوي الرسالة الحادية عشرة وهي الخمينية شذوذ في العقائد وشذوذ في المواقف ولا يعلم سبب حذفها !
17. هذه تجربتي.. وهذه شهادتي.
18. عقد القرن الخامس عشر الهجري.